# دولت‌آباد (کوهنجان)
دولت‌آباد (کوهنجان)، روستایی از توابع بخش کوهنجان، شهرستان سروستان در استان فارس ایران است.

## جمعیت
این روستا براساس سرشماری مرکز آمار ایران در سال ۱۳۸۵، جمعیت آن ۲۲ نفر بوده‌است.